# Sweet People
«Sweet people» (с англ. — «Дорогие люди») — песня украинской певицы Елены Кучер, более известной по псевдониму «Alyosha», с которой она представила Украину на Песенном конкурсе Евровидения 2010, который проходил в Осло, Норвегия, где певица заняла десятое место.

## Клип
Съемки видеоклипа продолжались с 19 по 21 апреля 2010 года. Первые два дня видео снимали на заброшенном химическом заводе «Радикал», в Киеве, последний — в Чернобыле.

Одной из украинских газет, продюсер певицы Вадим Лисица, сообщил: 
Поначалу весь клип мы хотели снимать в Припяти. Но узнали, что там настолько сильный фон радиации, что больше пяти часов работать там просто опасно. Конечно, за это время много не снимешь, поэтому мы решили поискать локацию в Киеве, которая максимально воспроизводила бы Припять.
Съемочная группа пыталась воспроизвести картину разрушения мира: прекрасный заброшенный город, руины зданий, старые телевизоры, еще помнящие счастливую жизнь человечества. Таким образом, был создан образ мира на пороге экологической катастрофы. Видеоряд довершали кадры Гринпис, затрагивающие несколько главных экологических проблем современности — промышленное уничтожение жителей морей и океанов, вырубку лесов, загрязнение окружающей среды.

Образ певицы в клипе максимально приближен к повседневной одежде городской жительницы: потертые джинсы, кеды, футболка с Землей в виде сердца и плащ. Вадим Лиса говорит:
Сюжет клипа прост. Мы покажем антураж полной разрухи. Используем кадры мировых катастроф. Финал будет хорошим — Alyosha спасет маленького мальчика. Заберет его из развалин этого завода.
Главную детскую роль в видео певицы сыграл внук Дмитрия Выдрина, заместителя секретаря Совета национальной безопасности и обороны Украины Раисы Богатырёвой, двухлетний Кирилл Копылец.
Видеоклип был представлен 12 мая 2010 года.

## Культурные аспекты
Кроме того, 26 апреля 2020 года, в связи с Днем Чернобыльской трагедии, Международным днем памяти жертв радиационных аварий и катастроф, песня «Sweet people» прозвучала на итальянском радио Rai Radio 1.

## Чарты
| Чарт (2010)                     | Позиция в чарте |
| ------------------------------- | --------------- |
| Швейцария (Schweizer Hitparade) | 73              |